# Barberton (Ohio)
Barberton ist eine City im County Summit im amerikanischen Bundesstaat Ohio. Die Stadt hat 25.191 Einwohner. (Stand der Volkszählung von 2020.) Barberton ist eine Vorstadt von Akron.

## Geschichte
Barberton wurde 1891 vom Unternehmer O. C. Barber (1841–1920) angelegt, der 1880 die Streichholzfabrik Diamond Match Company gegründet hatte. Barber verlegte den Sitz seines Unternehmens in die neu angelegte Stadt, wo die Diamond Match Company viele Arbeitskräfte anzog und so zum raschen Wachstum der Stadt beitrug. Teile der Fabrikgebäude wurden als Diamond Match Historic District 1996 in das National Register of Historic Places (NRHP) aufgenommen und damit unter Denkmalschutz gestellt. Noch heute ist Diamond Brands der führende Streichholzhersteller der Vereinigten Staaten.

## Religion
In Barberton besteht seit 1898 die katholische Pfarrei St. Augustinus (St. Augustine), die zum Bistum Cleveland gehört.

## Söhne und Töchter der Stadt
- Myron Schaeffer (1908–1965),  Komponist, Musikwissenschaftler und -pädagoge
- John Francis Whealon (1921–1991), römisch-katholischer Geistlicher, Bischof von Erie (1966–1968), Erzbischof von Hartford (1968–1991)
- Charles L. Donnelly Jr. (1929–1994), General der United States Air Force
- Alvin Robertson (* 1962), Basketballspieler in der NBA und Olympiasieger von 1984.
- Betty Sutton (* 1963), Politikerin